# 1985年オーストリア産ワインジエチレングリコール混入事件
1985年オーストリア産ワインジエチレングリコール混入事件（1985ねんオーストリアさんワインジエチレングリコールこんにゅうじけん）は、1985年にオーストリアで生産されたワインなどに、甘味やまろやかさを加える目的でジエチレングリコール（以下、DEG）が不正に添加された事件。

## 事件概要
1985年7月初め頃、オーストリアから西ドイツ（現ドイツ）に輸出された白ワインにDEGが混入されているとして問題になった。DEGは不凍液などに使われ、最小致死量（LDLo）は1000 mg/kgである。ワイン等に添加すると甘みやまろやかさを増すため、不正に添加されたものである。ワイン以外にもグレープジュース、シャンパン、さらにモモやアンズを原料とする果実酒にも添加された。

## 背景
事件まで何年もの間、ドイツはオーストリア産ワインの最大の輸出先であり、その輸出量は増加を続けていた。オーストリアワインはドイツワイン同様甘口かやや甘口のものが多く、その多くはドイツの低価格市場向けのものであった。
伝統的なドイツおよびオーストリアの甘口ワインは(貴腐ブドウを含む）遅く収穫されたブドウから作られ、高品質なものにはそのブドウの熟度に応じてカビネットからトロッケンベーレンアウスレーゼまでのいずれかのプレディカーツ（肩書き）が与えられる。プレディカーツを持つワインは、そのワインのムストとブレンドすることを除いて糖分を加えることは認められない。従って、高いプレディカーツを持つワインの生産量はその年の条件によってまちまちであり、高値で取引される。1990年代や2000年代と比べ、事件当時は甘いワインが好まれていた。またプレディカーツ はドイツ語圏の国で広く認知されていたため、安いアウスレーゼやベーレンアウスレーゼは多くのドイツの消費者から「お買い得品」と考えられていた。専らリースリング種ブドウから作られるドイツの高価なプレディカーツワインとは対照的に、オーストリアから輸出される多くのより安価な甘口ワインは数種のブドウ品種をブレンドしたものであった。
一部のオーストリアの輸出業者はスーパーマーケット・チェーンに対して、一定のプレディカーツを持つワインを大量に供給する長期契約を結んでいた。彼らは十分な熟度に達したブドウが少なかった年に困難に直面したものと思われる。そのような年の熟度では、ワインは期待されるよりも甘みと重さに欠け、酸っぱくなってしまう。1982年はそのような年となった。このために契約を満たすのに必要なワインを供給できなくなった時、一部の生産者が（違法なものも含め）ワインを「修正する」方法を探し始めたとされる。単純に砂糖を加える（これも違法である）だけではワインの味の特徴を十分に修正できないため、うまくいかない。ジエチレングリコールを使うことで甘みと重さの両方を生み出すことができた。ドイツのワイン化学者らは、小さいワイン醸造所しか持たない個別の製造業者がこのような計画を考案するのに必要な化学的知識を持っていたとは考えにくく、計画は大規模製造業者に助言した知識豊富な化学者によって編まれたのではないかと述べている。

## ジエチレングリコール
ジエチレングリコール（DEG）は工業用化学物質や不凍液として用いられる。製品へのDEGの混入は1937年のエリキシール・スルファニルアミド事件以来、全世界で数千人の死者を出してきた。回収されたワインの多くは1リットル当たり数グラムのDEGしか含んでおらず、致死量の約40グラムに達するには限られた時間内に数十本のボトルを空けねばならない。しかし中には1リットル当たり48グラムものDEGを含む、ボトル1本だけで致死的なものもあった。またDEGの長期にわたる摂取は腎臓、肝臓、脳を損傷することが知られている。

## 発見
DEGが含まれるワインは西独シュトゥットガルトのスーパーで最初に発見された1983年ルスト産のもので、1985年6月27日に分析された。ドイツでは以前に国内産ワインの違法な加糖を含む偽装事件が発生しており、これが関係する製造業者の調査と摘発に繋がった。毒性物質が検出され、その後の調査でかなりの数の異なるボトリングがこの毒の混入計画に連なっていることが分かった点で、今回の発見は特異なものとなった。従って、単純な加糖の場合とは異なり、1985年のDEGの検出はドイツとオーストリアの両国で直ちに当局の対応を求める大スキャンダルをもたらした。7月9日に西独の首都ボンのドイツ保健省は、オーストリア産ワインの消費に対し、健康への懸念を理由とした注意喚起を公式に発した。発見は直ちにドイツのメディアのヘッドラインを飾り、そこから全世界へと発信された。

## 市場の動向
1985年7月中旬より、オーストリア産ワインを輸出市場で販売することは事実上不可能になった。一部の国はオーストリア産ワインの輸入と販売を禁止し、他の多くの国では販売業者が自主的にオーストリア産ワインを店頭から回収した。
1985年の約4500万リットルに対し、1986年の輸出量は十分の一の約440万リットルに激減した。この水準は1989年までほぼ保たれ、1990年〜1997年にはわずかに持ち直すものの、1985年までに比べると未だかなり低い。事件前の水準に達したのは漸く5000万リットル強となった2001年になってからだった。従って輸出量という観点では、オーストリアのワイン産業はかつての地位を取り戻すのに15年掛かったことになる。他国では1年も経てば事件は忘れ去られるだろうという、一部のオーストリア国内での楽観的な予想を大きく裏切る結果だった。

## 裁判での決着
騒動の勃発の数週間以内に、数十のワイン製造業者と販売業者がオーストリア当局により逮捕された。10月半ばには1年半の収監という初めての判決が言い渡された。
混入があったワインの多くがニーダーエスターライヒ州のワグラムに端を発していることが明らかになり、そこで助言を与えたワイン化学者が訴追された。有罪判決を受けた製造業者の一人、ゲブリューダー・グリル社のカール・グリルは判決を受けた後に自殺した。より厳格になったワイン法が1985年8月29日にオーストリア国会によって制定された。昨今のワイン輸出業界の腐敗に鑑み、オーストリア政府は1985年の収穫に発効が間に合うよう議会を通じて立法を急いだ。
ドイツでは長きに渡る調査の末、ワインの卸売りとボトリングを行っていたピーロート社の6人の主導的な元経営陣が1996年4月、コブレンツの裁判所によって100万ドイツマルクの罰金刑を言い渡された。
ドイツではその後数年にわたり、多くの法的措置がとられた。ボトリング会社のピーロート社はドイツ少年家族健康省大臣のハイナー・ガイスラー（ドイツキリスト教民主同盟）が職権を超え、DEGを含む全てのワイン、およびそれぞれのボトリング業者を名指ししたブラックリストを発行したとして上級裁判所に訴え出た。偶然にも、ピーロート社のオーナーの一人はドイツキリスト教民主同盟所属の有力な政治家である元連邦議会議員にして当時ベルリン市参事であったエルマー・ピーロートだった。裁判は最高裁まで持ち越され、1990年10月18日に遂に決着した。ドイツ最高裁判所は大臣にはリストを発行する権利があったとして、ピーロート社の訴えを退けた。全く大衆の共感を得られなかったピーロート社の行動は、恐らく混入のあったワインの販売継続を狙ったものではなく、騒動の後巨額の支払いを拒否した顧客らから代金を回収する権利を認めさせようとしたものだったと思われる。他の法廷で、民法に基づき以下のような裁決が下されていた。即ち、DEGを含んでいることが分かったワインの販売はある種の売買契約の不履行であり、一切の支払い義務は免除される。しかしワインへの混入が疑いに過ぎないものであり、後に疑いが晴れたのであれば、顧客は代金を払わなければならない。従って、ブラックリストの法的地位は多くの契約争議において決定的な要素となったのである。

## ワインの廃棄
騒動の結果として、併せて2700万リットルのワイン（1985年以前のオーストリアの輸出量の7か月分にあたるボトル3600万本分に匹敵する）がドイツ当局によって押収ないし収集され、廃棄されなければならなかった。DEGは下水処理施設では処理できず、処分を環境に配慮して行うことの難しさが明らかになった。結局、ワインはセメント工場のキルンに注ぎ込まれることで廃棄された。

## 文化への影響
ワイン騒動は1985年の後も長い間オーストリア国内とドイツその他の国外の両方で、多くの皮肉の種となった。騒動後まもなく、オーストリアのシュタイアーマルク州に住む詩人フォルカー・シュレービッツはZum Wohl, Glykol （グリコールばんざい）という韻を踏んだタイトルでポルカを作曲した。Glykolはまたドイツにおいて1985年のワードオブザイヤーとなった。
『ザ・シンプソンズ』のエピソード「バートのフランス日記」では、バートが交換留学先のシャトーにて強制労働をさせられるが、そのシャトーのフランス人2人がワインに不凍液を入れ、バートに飲ませた後に逮捕される。

## 日本での動き
1985年7月24日、DEGが含まれているとされるワインの一つ「83年産ルスト・ノイジードラー・ゼー・ベーレンアウスレーゼ」が東京都内で販売されているのが発見された。これはオーストリアで生産された原酒を西ドイツのペーター・メルテス有限会社が瓶詰めしたものである。これを受け、厚生省（現厚生労働省）は翌25日に全国の小売店に対し、オーストリア・西ドイツ両国で生産された白ワインの全面撤去を要請した。8月3日、厚生省は調査の結果、日本で流通されているワインからはDEGが検出されなかったとして安全宣言を出し、8月8日付朝刊各紙には三楽（現メルシャン）とサントリー（現サントリーワインインターナショナル）、マンズワインが自社製品は安全である旨の広告が掲載された。
8月29日、食品検査機関である日本食品衛生協会は、購入者が持ち込んだワインからDEGが検出されたと発表した。
マンズワイン株式会社（以下、マンズ社）製造の「マンズエステート貴腐ワイン78年産」720ml入、及び「エステート貴腐葡萄房選り1979」180ml「エステート氷菓葡萄吟醸1981」180ml入で、前者はマンズ社20周年記念として流通業界に300本が配布され、その後3000本が販売された。検出量は1リットル当たり1.216グラム。後二者の少量瓶は頒布会で販売された。
1979年銘の貴腐ワインは、農園名を冠した『プライベート・コレクション(1983年3月～9月)』という頒布会で、1981年銘のアイスヴァインは、品種名を冠した『メダリスト・コレクション(1983年10月～翌1984年3月)』なる頒布会で5万本が販売された。それぞれあたかも、自社農園で収穫したブドウによるものであったり、特定の品種の特徴を味わうものであったりといった体裁を取り、その説明が裏ラベルでなされていたが、エステートの各小瓶には麗々しい金色の表ラベルのみで、農園名も品種名も記載がなかった。この点は、頒布会で配付された冊子での案内や告知広告(いずれも『和飲倶楽部』vol.1 no.3 August 1983所載)においても同様であった。なお、当該ワインは消費税導入以前のものであるため、高額商品に対し高税率であった従価税が賦課されており、金色のラベルにもその旨の記載がある。それ以外のワイン特性を表すものとしては「アルコール分:14％未満 エキス分:7％以上 酸化防止剤使用」の記載がある。
検出量は同1.779グラム。いずれもオーストリアのセイントハーレー社で原液が生産され、マンズ社の山梨県内のワイナリーでボトリングされたものである。マンズ社は9月2日より全製品の出荷停止に踏み切った。8月初めに輸入元の三菱商事からマンズ社に対し原酒の引き取りの申し出があったことから、その時点で混入があったことを認識していたとみられている。9月8日、厚生省は4段階の検査基準をクリアした製品に安全シールを貼ることとし、マンズ社以外の国産ワインは安全として出荷を許可した。その後の調べでマンズ社は山梨県の検査をすり抜けるため自主的な検査を行い、ハーレー社からの輸入樽詰原酒を浄化槽に廃棄していたことが発覚した。この責任をとり、マンズ社社長の茂木七左衛門は9月14日付で辞任した。山梨県は9月18日より食品衛生法6条に基づき、マンズ社の勝沼ワイナリーの原料処理を除く全部門の営業禁止を命じた。最終的に、マンズ社のDEG混入ワインは7銘柄、38万本に及んだが、回収・廃棄されたのは32,560本に過ぎず、未回収の34万7千本あまりは既に飲用されてしまったものと見られている。マンズ社の営業禁止処分は11月12日で解除されたものの、この事件の打撃は大きく国産ワインのシェアをメルシャンに奪われることとなってしまった。
当時の回収対象製品であった可能性があるマンズ社製の1981年産ワインが、2018年にヤフオク!で出品され、落札されていたことが判明した。キッコーマン広報担当者によると、現在に至るまでマンズ社製ワインによる健康被害の情報はなく、当時販売されたワインは戸別訪問を含めて回収に努め、ほとんど現存していないと認識していたという。